# Тавтологія (логіка)
Тавтологія — це формула логіки, що має значення «істина» не залежно від конкретних значень аргументів.

## Приклади
- {\displaystyle A\lor \lnot A} (закон виключення третього),
- {\displaystyle \lnot \lnot A\equiv A} (закон подвійного заперечення),
- {\displaystyle \lnot (A\land \lnot A)} (закон протиріччя),
- {\displaystyle (\lnot A\supset B)\land (\lnot A\supset \lnot B)\supset A} (використовується для доведення від супротивного).

## Дивіться також
- Протиріччя,
- Логічна хиба.